# カーステン・ノルガード
カーステン・ノルガード（Carsten Norgaard、1963年 - ）は、デンマークの俳優。

## 出演作品

### 映画
- 三銃士/王妃の首飾りとダ・ヴィンチの飛行船（ジュサック）
- エイリアンVS.プレデター&AVP2 エイリアンズVS.プレデター 特別編終版（クイン）
- エイリアンVSプレデター（クイン）
- ダニエル・スティール/標的
- ザ・シークレット/暴かれた人妻の恐るべき過去
- D2/マイティ・ダック

### テレビドラマ
- PERSON of INTEREST 犯罪予知ユニット
- スリーピー・ホロウ
- NCIS:LA 〜極秘潜入捜査班
- CSI:科学捜査班
- ターミナル・リスト
- 高い城の男